# Halothiobacillus neapolitanus
Espèce
Halothiobacillus neapolitanus est une bactérie halophile aérobie obligatoire à Gram négatif de l'ordre des Chromatiales. Il s'agit d'un microorganisme chimiolithotrope (en) qui tire son énergie métabolique de l'oxydation, par l'oxygène O2, de composés inorganiques soufrés en sulfates SO42–, et qui utilise le dioxyde de carbone CO2 comme source d'atomes de carbone.
Halothiobacillus neapolitanus possède des carboxysomes, type de microcompartiments bactériens qui contiennent de l'anhydrase carbonique et de la Rubisco, enzymes intervenant dans la fixation du carbone.